# Trafalgar-klassen
Trafalgar-klassen er en britisk] klasse af atomare angrebsubåde (SSN) benyttet i Royal Navy. De er den direkte efterfølger for Swiftsure-klassen og var, indtil introduktionen af Astute-klassen, flådens eneste atomdrevne angrebsubåd.
Det blev i alt bygget syv ubåde i klassen, hvor af de seks stadig er under kommando. Den sidste ubåd, HMS Trafalgar (S107) udgik af flådens tal i 2009.
HMS Torbay (S90), HMS Trenchant (S91), HMS Talent (S92), og HMS Triumph (S93) er alle blevet udrustet med Type 2076 sonarsystemet som Royal Navy beskriver som verdens mest avancerede sonarsystem i brug.

## Beskrivelse
Trafalgar-klassen er den naturlige udvikling af Swiftsure-klassen og er bygget blot seks år efter sin forgænger. Designet inkluderede en ny reaktor og den nyere Type 2020 sonar. Skrogmæssigt og interiøret er næsten identisk til Swiftsure-klassen, dog er skroget 2,5 meter længere. Trafalgar-klassen har desuden forstærkede dybderor der er designet til at kunne trækkes ind i skroget så de ikke beskadiges hvis ubådene går på overfladen igennem tyk is. Skroget er desuden dækket af lyddæmpende måtter der er designet til at absorbere lydbølger frem for at reflektere dem, hvilket skulle gøre dem sværere at detektere med aktiv sonar.
I 1993 sejlede HMS Triumph til Australien, en distance på 36.400 sømil neddykket og uden støtte. Dette er den længste solosejlads en britisk atomubåd har foretaget.
Trafalgar-klassen skulle efter planen have været erstattet af projektet "Future Attack Submarine", men dette projekt blev annulleret i 2001. Erstatningen skulle derimod findes i Astute-klassen der samtidig også skulle erstatte de udgåede ubåde af Swiftsure-klassen. I 2008 var det planen at klassen gradvist skal udfases frem til 2022.
Navnet Trafalgar refererer til slaget ved Trafalgar der blev udkæmpet mellem Royal Navy og de kombinerede franske og spanske flåder den 21. oktober 1805 .
I 1982, skrev Jane's Fighting Ships at de forventede omkostninger for den fjerde ubåd i klassen forventedes at koste i omegnen af 175 millioner pund. I 1986 skrev Jane's at priserne for ubådene i gennemsnit var omkring 200 millioner pund i 1984-5 priser.

## Operativt
Hele klassen er baseret i HMNB Devonport, der er placeret i den vestlige del af byen Plymouth i Devon, England.

### Kamphistorie
In 2001 tog HMS Trafalgar del i Operation Veritas – angrebet på Al-Qaeda og Taliban efter terrorangrebet den 11. september 2001 og blev dermed den første britiske undervandsbåd der affyrede tomahawk-krydsermissiler mod Afghanistan.
Den 16. April 2003, Blev HMS Turbulent (S87) det første orlogsfartøj fra Royal Navy der vendte hjem fra krigen mod Irak, Operation Telic. Ubåden ankom til Plymouth med Jolly Roger hejst efter at have affyret sine Tomahawk missiler.
I marts 2011, deltog HMS Triumph i Operation Ellamy og affyrede sine krydsermissiler den 19. marts og igen den 20. marts på libyske luftforsvarsinstallationer. Det britiske forsvarsministerium bekræftede igen den 24. marts at en britisk ubåd af Trafalgar-klassen havde affyret et antal missiler mod andre luftforsvarsinstallationer rundt om byen Sebha. Båden bag angrebene blev senere angivet til at være HMS Triumph. Ubåden returnerede til Devonport den 3. april 2011 med et hejst Jolly Roger pyntet med seks små tomahawkøkser som en indikation på de missiler ubåden affyrede under operationen.

### Problemer
Trafalgar-klassen har undergået et antal af tekniske problemer i deres tjenestetid. I 1998 oplevede HMS Trenchant en damplækage der tvang besætningen til at lukke atomreaktoren ned. I 2000 betød en lækage i det primære kølingsanlæg på HMS Tireless at forlægningen til Gibraltar måtte foregå med dieselmotorer. Fejlen viste sig at være metaltræthed i systemet der var opstået på grund af varmepåvirkningen. Denne fejl betød at de resterende ubåde i klassen samt Swiftsure-klassen måtte hasteundersøges for den samme fejl.
I 2002, løb Trafalgar på grund i nærheden af Isle of Skye under Operation Cockfight.
I 2007 resulterede en eksplosion om bord på HMS Tireless i to døde sømænd og en tredje såret. Ulykken fandt sted mens ubåden var neddykket under den arktiske iskappe under en fælles amerikansk/britisk øvelse. Et kemisk iltmaskine forrest i ubåden menes at være skyld i eksplosionen.

## Ubåde i klassen
Den første ubåd der strøg kommandoen var HMS Trafalgar der udgik af flådens tal den 4. december 2009. Skibene forventes at udgå af flådens tal efter nedenstående tabel.
| Pnt. | Navn      | Kølen lagt       | Søsat            | Indgået          | Navngivet af     | Skæbne                            | Kaldesignal |
| ---- | --------- | ---------------- | ---------------- | ---------------- | ---------------- | --------------------------------- | ----------- |
| S107 | Trafalgar | 25. april 1979   | 1. juli 1981     | 27. maj 1983     | -                | Udgået af flåden 4. december 2009 | GBKW        |
| S87  | Turbulent | 8. maj 1980      | 1. december 1982 | 28. april 1984   | -                | Operativ (forventes at udgå 2011) | GBNJ        |
| S88  | Tireless  | 6. juni 1981     | 17. marts 1984   | 17. oktober 1985 | Sue Squires      | Operativ (forventes at udgå 2013) | GBNM        |
| S90  | Torbay    | 3. december 1982 | 8. marts 1985    | 7. februar 1987  | Lady Ann Herbert | Operativ (forventes at udgå 2015) | GBNV        |
| S91  | Trenchant | 28. oktober 1985 | 3. november 1986 | 14. januar 1989  | -                | Operativ (forventes at udgå 2017) | GBNY        |
| S92  | Talent    | 13. maj 1986     | 15. april 1988   | 12. maj 1990     | Prinsesse Anne   | Operativ (forventes at udgå 2019) | GBNZ        |
| S93  | Triumph   | 2. februar 1987  | 16. feburar 1991 | 12. oktober 1991 | Ann Hamilton     | Operativ (forventes at udgå 2022) | GABY        |